# 湖南烈士公園
湖南烈士公園（こなんれっしこうえん）は、中華人民共和国湖南省長沙市開福区にある都市公園（総合公園）。面積は1,389,000平方メートル。

## 沿革
- 1950年、湖南省長沙市開福区東風路に長沙烈士公園の建設を開始した[1]。1953年、長沙烈士公園は全面的に完成した[1]。

- 1973年に三拱橋が完成した。

- 1982年に迎豊橋が完成した[1]。

- 1983年、湖南省人民政府は公園を湖南省重点文物保護単位に認定した。同年、中国共産党中央宣伝部は公園を全国愛国主義教育基地に認定した。

- 1992年に湖南民俗文化村が完成した。

- 2009年、中華人民共和国住宅都市農村建設部は公園を国家重点公園に認定した。

## 公園施設
- 烈士紀念園
- 百姓休閒園
- 水域風光園
- 民俗風情園
- 児童游楽園
- 山水休閒園

## 交通手段
- 公交車111路

## ギャラリー
- 年嘉湖
- 迎豊橋